# کسلگر، بریتیش کلمبیا
شهر کسلگر (به انگلیسی: City of Castlegar) یکی از شهرهای کشور کانادا واقع در منطقهٔ وست کوتنی در استان بریتیش کلمبیا است.
این شهر با جمعیت ۷٬۸۱۶ دومین شهر پرجمعیت منطقهٔ وست کوتنی است. این شهر آب و هوای گرم در تابستان و سرد در زمستان دارد، به‌گونه‌ای که گاهی در ماه ژوئیه دمای این شهر به ۴۰ درجه سانتیگراد هم می‌رسد. جنگل‌داری و استفاده از این منابع، از مهم‌ترین منبع اقتصادی این شهر به شمار می‌آید. همچنین این شهر دارای یک فرودگاه به نام فرودگاه محلی وست کوتنی است. این شهر دارای یک تیم هاکی روی یخ به نام کسلگر ربلز است که در لیگ منطقه‌ای بازی می‌کند.

## شهرهای خواهرخوانده
- انبتسو، ژاپن
- یوئیانگ، چین
- استفن‌ویل، نیوفوندلند[۱]